# Hollstad
Holstad är en bebyggelse nordost om E22 i Tingstads socken i Norrköpings kommun. Från 2015 avgränsar SCB här en småort.